# Al Tucker
Albert Ames "Al" Tucker (Dayton, Ohio, 24 de febrero de 1943 - ibídem, 7 de mayo de 2001) fue un jugador de baloncesto estadounidense que disputó 4 temporadas en la NBA y una más en la ABA. Con 2,03 metros de altura, jugaba en la posición de alero. Está considerado, junto con su hermano Gerald, como el inventor del alley-oop.

## Trayectoria deportiva

### Universidad
Jugó durante tres temporadas con los Bison de la Universidad Bautista de Oklahoma, una pequeña universidad a la que llevó en 1966 a conquistar su único título de campeón de la NAIA. Ganó ese año y el siguiente el premio al mejor jugador de la NAIA. En el total de su carrera promedió 28,7 puntos y 12,9 rebotes por partido.

### Profesional
Fue elegido en la sexta posición del Draft de la NBA de 1967 por Seattle Supersonics, y también por los Oakland Oaks en el draft de la ABA, eligiendo la primera opción. Se convirtió rápidamente en titular indiscutible de los Sonics, en su primera temporada como equipo profesional, promediando 13,1 puntos y 7,5 rebotes, lo que hizo que fuera elegido en el Mejor quinteto de rookies de esa temporada. A pesar de ello, mediada la temporada 1968-69, su equipo decidió traspasarlo a Cincinnati Royals a cambio de John Tresvant.
En los Royals mantiene su buena línea de juego, promediando 10,8 puntos y 4,4 rebotes en los 28 partidos que disputa. Pero al finalizar el año es de nuevo traspasado, esta vez a Chicago Bulls, donde no encuentra hueco en el equipo, siendo enviado a mitad de temporada a Baltimore Bullets a cambio de Ed Manning. Mediada la temporada siguiente es cortado, yendo a jugar a la ABA, en concreto a The Floridians, con quien jugaría la última temporada de la historia de la franquicia. Tras su desaparición, entró en un draft de dispersión, siendo elegido por Denver Rockets en la tercera ronda, quienes sin embargo no contrartaron al jugador, decidiendo retirarse. En el total de su carrera profesional promedió 10,1 puntos y 4,9 rebotes por partido.

## Estadísticas de su carrera en la NBA

### Temporada regular
| Temporada | Edad | Equipo     | Liga  | P   | TIT | MIN  | TC  | TCA  | %TC  | 3P  | 3PA | %3P  | TL  | TLA | %TL  | R.OF. | R.DEF. | REB | ASIS | ROB | TAP | PER | FP  | PTS  |
| 1967-68   | 24   | Seattle    | NBA   | 81  |     | 29.2 | 5.4 | 12.2 | .442 |     |     |      | 2.3 | 3.2 | .707 |       |        | 7.5 | 1.4  |     |     |     | 3.2 | 13.1 |
| 1968-69   | 25   | TOTAL      | NBA   | 84  |     | 22.4 | 4.3 | 9.6  | .446 |     |     |      | 1.9 | 2.9 | .648 |       |        | 5.2 | 0.9  |     |     |     | 2.2 | 10.5 |
| 1968-69   | 25   | Seattle    | NBA   | 56  |     | 22.5 | 4.2 | 9.7  | .432 |     |     |      | 1.9 | 3.1 | .637 |       |        | 5.7 | 1.0  |     |     |     | 2.0 | 10.3 |
| 1968-69   | 25   | Cincinnati | NBA   | 28  |     | 22.4 | 4.5 | 9.5  | .475 |     |     |      | 1.8 | 2.6 | .671 |       |        | 4.4 | 0.7  |     |     |     | 2.7 | 10.8 |
| 1969-70   | 26   | TOTAL      | NBA   | 61  |     | 13.4 | 2.4 | 4.7  | .512 |     |     |      | 1.1 | 1.4 | .805 |       |        | 2.7 | 0.6  |     |     |     | 1.4 | 5.9  |
| 1969-70   | 26   | Chicago    | NBA   | 33  |     | 16.9 | 2.9 | 5.7  | .513 |     |     |      | 1.1 | 1.4 | .822 |       |        | 3.4 | 0.9  |     |     |     | 1.6 | 7.0  |
| 1969-70   | 26   | Baltimore  | NBA   | 28  |     | 9.4  | 1.8 | 3.4  | .510 |     |     |      | 1.2 | 1.5 | .786 |       |        | 1.9 | 0.3  |     |     |     | 1.2 | 4.7  |
| 1970-71   | 27   | TOTAL      | TOTAL | 45  |     | 13.5 | 2.6 | 5.9  | .447 | 0.1 | 0.2 | .429 | 1.3 | 1.6 | .808 | 0.4   | 2.6    | 3.1 | 0.4  |     |     | 0.6 | 1.6 | 6.6  |
| 1970-71   | 27   | Baltimore  | NBA   | 31  |     | 8.9  | 1.7 | 3.7  | .452 |     |     |      | 0.8 | 1.0 | .806 |       |        | 2.4 | 0.2  |     |     |     | 1.1 | 4.2  |
| 1970-71   | 27   | Floridians | ABA   | 14  |     | 23.6 | 4.7 | 10.6 | .443 | 0.2 | 0.5 | .429 | 2.4 | 3.0 | .810 | 1.4   | 3.3    | 4.6 | 0.9  |     |     | 1.8 | 2.9 | 12.1 |
| 1971-72   | 28   | Floridians | ABA   | 81  |     | 22.2 | 4.7 | 10.0 | .465 | 0.4 | 1.0 | .366 | 1.9 | 2.5 | .789 | 1.1   | 3.7    | 4.8 | 1.2  |     |     | 1.6 | 2.5 | 11.6 |
| Total     |      |            | TOTAL | 352 |     | 21.2 | 4.1 | 9.0  | .456 | 0.3 | 0.9 | .371 | 1.8 | 2.5 | .727 | 1.2   | 3.7    | 4.9 | 1.0  |     |     | 1.6 | 2.3 | 10.1 |
|           |      |            | NBA   | 257 |     | 20.8 | 3.9 | 8.6  | .453 |     |     |      | 1.7 | 2.4 | .702 |       |        | 5.0 | 0.9  |     |     |     | 2.2 | 9.5  |
|           |      |            | ABA   | 95  |     | 22.4 | 4.7 | 10.1 | .462 | 0.3 | 0.9 | .371 | 2.0 | 2.5 | .793 | 1.2   | 3.7    | 4.8 | 1.2  |     |     | 1.6 | 2.6 | 11.7 |

### Playoffs
| Temporada | Edad | Equipo     | Liga  | P  | MIN | TCA | TC | 3PA | 3P | TLA | TL | R.OF. | REB | ASIS | ROB | TAP | PER | FP | PTS | %TC   | %3P  | %FT  | MIN  | PTS  | REB | AST |
| 1969-70   | 26   | Baltimore  | NBA   | 4  | 5   | 2   | 2  |     |    | 0   | 0  |       | 0   | 0    |     |     |     | 0  | 4   | 1.000 |      |      | 1.3  | 1.0  | 0.0 | 0.0 |
| 1970-71   | 27   | Floridians | ABA   | 6  | 165 | 28  | 65 | 1   | 6  | 19  | 23 | 4     | 32  | 12   |     |     | 11  | 20 | 76  | .431  | .167 | .826 | 27.5 | 12.7 | 5.3 | 2.0 |
| 1971-72   | 28   | Floridians | ABA   | 3  | 51  | 5   | 20 | 0   | 1  | 0   | 1  |       | 14  | 4    |     |     | 3   | 8  | 10  | .250  | .000 | .000 | 17.0 | 3.3  | 4.7 | 1.3 |
| Total     |      |            | TOTAL | 13 | 221 | 35  | 87 | 1   | 7  | 19  | 24 | 4     | 46  | 16   |     |     | 14  | 28 | 90  | .402  | .143 | .792 | 17.0 | 6.9  | 3.5 | 1.2 |
|           |      |            | ABA   | 9  | 216 | 33  | 85 | 1   | 7  | 19  | 24 | 4     | 46  | 16   |     |     | 14  | 28 | 86  | .388  | .143 | .792 | 24.0 | 9.6  | 5.1 | 1.8 |
|           |      |            | NBA   | 4  | 5   | 2   | 2  |     |    | 0   | 0  |       | 0   | 0    |     |     |     | 0  | 4   | 1.000 |      |      | 1.3  | 1.0  | 0.0 | 0.0 |